# Protea nana
Protea nana là một loài thực vật có hoa trong họ Quắn hoa. Loài này được Thunb. miêu tả khoa học đầu tiên.